# Fonos
Fonos was een online muziekcatalogus en bood gedigitaliseerd materiaal van Nederlandse muziek. Fonos werd in 2003 opgericht door het Nederlands Instituut voor Beeld en Geluid. De naam is samengesteld uit de namen Fonotheek en NOS. Tot 1 januari 1988 (toen het NOB werd opgericht) werden geluidsdragers beheerd door de afdeling Fonotheek van de NOS, gevestigd in het Muziekpaviljoen op het Omroepkwartier. Het doel van Fonos was het Nederlandse muzikale erfgoed voor een breed publiek beschikbaar te houden. De catalogus beschikte over een groot muziekarchief van gedigitaliseerd materiaal van Nederlandse muziek.
Door financiële problemen werd de website in februari 2013 stilgelegd.

## Databank Nederlandse muziek
Het archief van Fonos herbergt ruim 17.000 originele plaatopnamen van Nederlandse artiesten en bands en omvat een groot gedeelte van de sinds 1945 opgebouwde Nederlandse muziekcollectie van Beeld en Geluid. Fonos restaureerde en digitaliseerde deze opnamen en maakte ze beschikbaar voor diverse partijen zoals radio-omroepen, studio's, educatieve instellingen en voor het publiek.
Alle informatie die op de originele LP staat werd in de database gezet: naast de naam van de artiest en het albumtitel wordt ook informatie zoals de afbeelding van de hoes, label, maatschappij, jaar van uitgave, componist, tekstschrijver, gastmuzikanten, producers en fotograaf vermeld.
In 2010 verwierf Brand Entertainment Network de licentie om de in de database aanwezige opnames van Nederlandse artiesten te exploiteren. Doordat Brand Entertainment Network in financiële problemen kwam, ging fonos.nl op 20 februari 2013 offline. Sindsdien is het niet meer mogelijk digitale kopieën van vinyl-platen te bestellen. Het digitaal archief van Fonos wordt in 2022 beheerd door Muziekweb.nl (muziekbibliotheek van Nederland).